# Sing-Off 100 % vocal
 (mars 2017).
Si vous disposez d'ouvrages ou d'articles de référence ou si vous connaissez des sites web de qualité traitant du thème abordé ici, merci de compléter l'article en donnant les références utiles à sa vérifiabilité et en les liant à la section « Notes et références ».
Sing-Off 100 % Vocal est une émission de télévision française de télé-crochet diffusée sur France 2 depuis le 24 septembre 2011 et présentée par Alexandre Devoise. Une clause d'audience n'étant pas atteinte, France 2 prononce l'arrêt définitif de l'émission.

## Diffusion
L'émission est diffusée pendant quatre semaines tous les samedis soirs en première partie de soirée à 20 h 35.

## Principe
L'émission est un télé-crochet mettant en scène des groupes chantant uniquement a cappella devant un jury composé de Soprano, de Tina Arena et de Michel Jonasz. Elle reprend le concept de l'émission américaine The Sing-Off.

## Participants et candidats
Brown Sugar, Têtes de chien (groupe composé de cinq hommes, au répertoire de chansons traditionnelles françaises),
Tale Of Voices (groupe composé de sept membres venant du gospel), Six n'Soul (groupe composé de six jeunes femmes, âgées de 19 à 24 ans), Voxset (groupe mixte suisse, composé de quatre chanteuses et deux beatboxers), NoName (groupe composé de trois garçons et trois filles, caractérisé par la diversité de ses membres, tous d'origines et de religions différentes…), BCBG (Bon Chic Bon Groove, un groupe composé de 15 personnes), Cinphoniq (groupe composé de cinq garçons, pour la plupart aperçus dans des comédies musicales).

## Déroulement des émissions

### Émission du24 septembre 2011
Huit groupes en lice, six groupes qualifiés.
Les Brown Sugar qui ont interprété le titre Celebration du groupe Kool & The Gang quittent l'émission suivis du groupe Cinphoniq qui a interprété le titre Long Train Runnin' des Doobie Brothers. Pour beaucoup, leur départ est injustifié. Pour Michel Jonasz, leur élimination s'est jouée à des détails techniques, car le niveau était dans l'ensemble très relevé…

### Émission du1eroctobre 2011
Six groupes en lice, cinq groupes qualifiés.
Les groupes devaient chanter deux chansons : une « ancienne », et une « récente. »
Les Têtes de chien quittent l'émission.

### Émission du8 octobre 2011
Demi-finales, 5 groupes en lice, 3 groupes qualifiés.
Les groupes devaient chanter 2 fois : un medley d'un artiste de leur choix, et une chanson imposée par le jury.
Les BCBG (5e place) et les Six'n'Soul (4e place) quittent l'émission. 

### Émission du15 octobre 2011
C'est la finale, ils ne sont plus que 3 (Tale of Voices, NoName et VoxSet).
Pour la première fois, ce n'est pas le jury qui vote mais les téléspectateurs.
Chaque groupe chante avec un membre du jury. Michel Jonas avec Tale of Voices, Soprano avec NoName et Tina Arena avec VoxSet.
NoName quitte l'émission.
À la fin de la seconde partie de l'émission, Tale of Voices remporte cette première et unique saison.

## Audimat
En moyenne, l'émission a attiré 2 112 250 téléspectateurs pour 10 % de part de marché. L'émission n'a donc pas de chance de revenir pour une saison 2.
| Épisode | Jour et horaire de diffusion         | Téléspectateurs | Parts de marché sur les 4 ans et plus | Référence |
| ------- | ------------------------------------ | --------------- | ------------------------------------- | --------- |
| 1       | Samedi 24 septembre 2011 20:35-22:35 | 1 846 000       | 8,9 %                                 | [ 2 ]     |
| 2       | Samedi 1er octobre 2011 20:35-22:35  | 2 375 000       | 11,7 %                                | [ 3 ]     |
| 3       | Samedi 8 octobre 2011 20:35-22:35    | 2 118 000       | 9,5 %                                 | [ 4 ]     |
| 4       | Samedi 15 octobre 2011 20:35-22:45   | 2 110 000       | 9,9 %                                 | [ 5 ]     |

Légende :
Fond vert = Meilleure audience.
Fond rouge = Moins bonne audience.